# Mato Vodopić

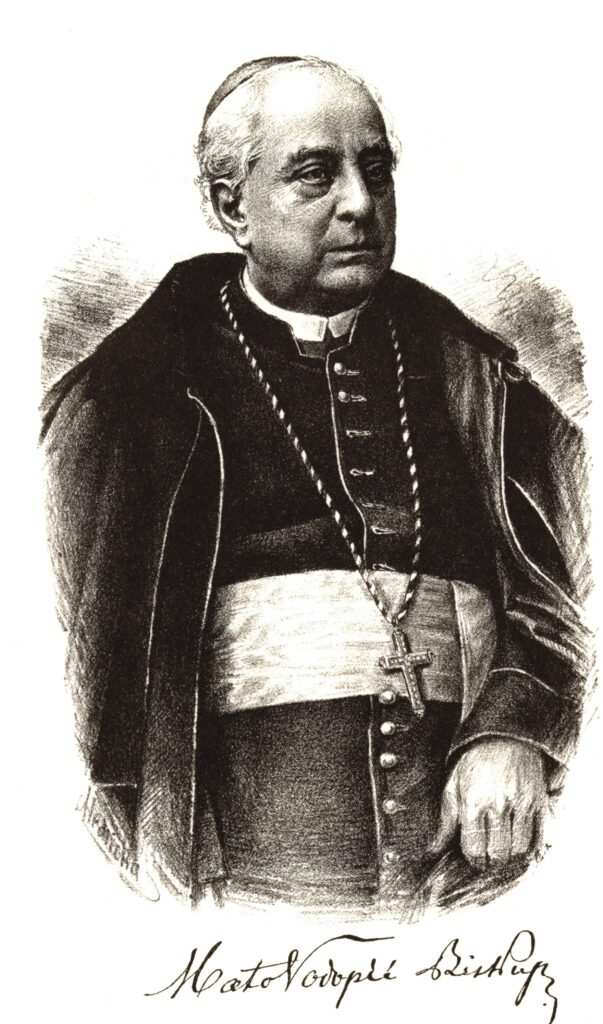
Mato Vodopić 1816–1893, Bischof von Dubrovnik (1882–1892)

Mato Vodopić (* 13. Dezember 1816 in Dubrovnik, Königreich Dalmatien, Kaisertum Österreich; † 13. März 1893 ebenda) war ein Römisch-katholischer Priester, Schriftsteller und Naturforscher, Bischof von Dubrovnik (1882–1893).

## Leben
Mato Vodopić studierte Philosophie und Theologie in Zadar. Am 15. November 1840 wurde er in Dubrovnik zum Diakon und am 22. November 1840 zum Priester geweiht.
Am 19. März 1882 wurde er zum Bischof von Dubrovnik gewählt. Diese Wahl wurde von Papst Leo XIII. am 3. Juli 1882 bestätigt. Die Bischofsweihe spendete ihm am 3. September 1882 Erzbischof Serafino Vannutelli, Mitkonsekratoren waren Erzbischof Jakub Bosagi CMV und Bischof Eduard Angerer. Als Bischof von Dubrovnik war er, gemäß apostolischem Schreiben vom 12. September 1839 von Papst Gregor XVI. auch Apostolischer Administrator des Bistums Trebinje-Mrkan.
Mato Vodopić war ein Verfechter der jugoslawischen Einigung. Seine Idee war nicht nur die Vereinigung Dalmatiens mit Kroatien, sondern auch mit Serben und Italienern in einem Staat.
Sein erstes Werk, der Roman Marija Konavoka, blieb unvollendet, wurde aber in Teilen seit 1863 veröffentlicht. Die Novelle Tužna Jele (die traurige Jele), erschienen 1868, war sehr beliebt in der Bevölkerung. Das romantische Gedicht Slava (die Sklavin) wurde 1875 veröffentlicht. Na doborskijem razvalinam erschien 1881. Der Roman Đenevrija eine Geschichte aus dem alten Dubrovnik, das Manuskript fand sich nach seinem Tode im Nachlass.
Als Naturforscher sammelte er heimische Pflanzen und erstellte Listen über Vögel und Reptilien.
Bischof Mate Vodopić verstarb mit sechsundsiebzig Jahren in Dubrovnik und wurde auch dort begraben.